# Josh Cooke
Joshua Gregory 'Josh' Cooke (Philadelphia (Pennsylvania), 22 november 1979) is een Amerikaans acteur, filmproducent en scenarioschrijver. 

## Biografie
Cooke werd geboren in Philadelphia (Pennsylvania) waar hij de high school doorliep aan de Harriton High School. Tijdens zijn studie werd hij lid van de theatergezelschap Harriton Theater Company en in zijn laatste schooljaar regisseerde hij een toneelstuk. Hierna studeerde hij in 2004 af in theaterwetenschap aan de  Universiteit van Californië in Los Angeles. 
Cooke begon in 2002 met acteren in de televisieserie Once and Again, waarna hij nog meerdere rollen speelde in televisieseries en films. Hij speelde in onder andere Dexter (2011-2012) en Dokter Hart (2013-2014). In 2012 werd Cooke samen met de cast genomineerd voor een Screen Actors Guild Awards met hun rol in Dexter in de categorie Beste Optreden door een Cast in een Televisieserie. 

## Filmografie

### Films
Uitgezonderd korte films.
- 2019 Framing John DeLorean - als Howard Weitzman
- 2018 The Middle of X - als Casey Foster
- 2016 Hail, Caesar! - als Box Breakfast A.D
- 2014 The Opposite Sex - als Kendrick
- 2013 Finding Joy - als Kyle
- 2013 Miss Dial - als soep roeper
- 2012 Brothers-In-Law - als Neil
- 2012 16-Love - als Jim
- 2011 Quarantine 2: Terminal - als Henry
- 2010 Group Sex - als Andy
- 2009 A Fork in the Road - als Will Carson
- 2009 Lost & Found - als Max Burroughs
- 2009 Barbariana: Queen of the Savages - als donkere priester Josh
- 2009 I Love You, Man - als Alan
- 2008 My Sassy Girl - als yuppie
- 2008 Bachelor Party 2: Analysis of a Stripper Fight - als Ron
- 2008 Bachelor Party 2: The Last Temptation - als Ron
- 2008 Fourplay - als Derek
- 2007 Law Dogs - als Matt Harper
- 2007 Snowglobe - als Eddie
- 2007 Young People Fucking - als Eric
- 2006 Wasted - als Dixon
- 2005 Partner(s) - als Tom

### Televisieseries
Uitgezonderd eenmalige gastrollen.
- 2021-2024 Law & Order: Special Victims Unit - als agent Harrison Clay - 3 afl.
- 2023 Saint X - als Ethan - 5 afl.
- 2019-2022 Grace and Frankie - als Dan Penbraith - 4 afl.
- 2020 The Right Stuff - als Loudon Wainwright - 8 afl.
- 2018 Young Sheldon - als Barry - 2 afl.
- 2018 Castle Rock - als Reeves - 3 afl.
- 2015-2016 Longmire - als Eamonn O'Neill - 6 afl.
- 2016 The Middle - als professor Grant - 2 afl.
- 2014 Manhattan - als Tom Lancefield - 5 afl.
- 2013-2014 Dokter Hart - als Joel Stephens - 17 afl.
- 2011-2012 Dexter - als Louis Greene - 11 afl.
- 2011 Issues - als dr. Ted - 6 afl.
- 2010-2011 Better with You - als Ben Coles - 22 afl.
- 2007-2010 Notes from the Underbelly - als Ian - 3 afl.
- 2010 Suitemates - als Rick Christopher - 2 afl.
- 2009 Scrubs - als Dan Stonewater - 2 afl.
- 2006-2007 Big Day - als Danny - 12 afl.
- 2006 Four Kings - als Ben - 13 afl.
- 2005 Committed - als Nate Solomon - 12 afl.

### Filmproducent/Scenarioschrijver
- 2011 Issues - televisieserie - 6 afl.

- Biblioteca Nacional de España: XX4697306
- Bibliothèque nationale de France: cb159822781 (data)
- Gemeinsame Normdatei: 1025785274
- International Standard Name Identifier: 0000 0001 1772 0395
- Library of Congress Control Number: no2008158229
- Virtual International Authority File: 79242009
- WorldCat: E39PBJfrH98F7gcJyr8qHtXw4q